# 金子角之助
金子 角之助（かねこ かくのすけ、旧姓・武藤、1867年1月30日（慶應2年12月25日） - 1937年（昭和12年）9月24日）は、日本の政治家、自由民権運動家、会社重役。神奈川県高座郡藤沢町長（第2代）。関東興信銀行、神奈川県農工銀行各取締役。高座郡農会長。全国町村長会会長。中央報徳会理事。

## 経歴
相模国（のち神奈川県高座郡綾瀬村本蓼川、現・綾瀬市）出身。農民・武藤卯左衛門の三男。大庭の金子小左衛門の嗣子となる。耕余塾に学んだ。
横浜中学校卒業後は一時教職に就いた。1885年、有一館の館長・磯山清兵衛の誘いで大井憲太郎らの大阪事件に加わり、投獄され、軽懲役2年の刑をうける。1890年、保安条例に触れて東京を逐われ、同志と共に神奈川県倶楽部同青年会等を組織する。江ノ島電気鉄道が設立されると取締役に挙げられる。
1908年、家督を相続した。1909年、藤沢町会議員に当選。1912年、神奈川県高座郡藤沢町長に当選。1916年、藤沢町に再選。1917年、高座郡農会長副会長、同県農会議員に当選、日本赤十字社特別社員に列せられる。
1920年、藤沢町に再選、神奈川県町村会長に推薦。1921年、全国町村長会副会長に推薦。1922年、全国町村長会会長に推薦。1924年、藤沢町に再選、1928年、辞職する。

## 人物
金子について『武相のぞき』では「自由党時代からの政客だけに党人らしい人柄の持主だけに談論風発、垢抜けた仁」と紹介されている。
山鹿素行の『中朝事実』を愛読する。趣味は公共的事業。宗教は真言宗。住所は神奈川県高座郡藤沢町大庭。

## 家族・親族
金子家
- 養父・小左衛門[5]（神奈川県会議員、明治村長）[9]
- 養母・カネ（1847年 - ?、神奈川、角田重兵衛の長女）[6]
- 妻・ハナ（1874年 - ?、養父・小左衛門の姪）[5][6]
- 長男・小一郎（1895年 - 1983年、農業[5]、神奈川県会議員[7]、藤沢市長）
  - 同妻・フヂ（1900年 - ?、神奈川、近藤嘉太郎の三女）[5][6]
- 二男・威信（1895年 - ?、東京、萩原繁太郎の養子となる）[5][6]
- 四男・四郎（1909年 - ?、分家）[5]
- 五男・五郎（1907年 - ?、神奈川、露木要之助の養子となる）[5]
- 六男・睦雄（1909年 - ?、東京、宮内秀雄の養子となる）[5]
- 七男・弘（1915年 - ?）[8]
- 二女・伊代子（1904年 - ?、神奈川、遠藤留治の妻）[5][6]
- 三女・正子（1913年 - ?、神奈川、山本務本の妻）[5]
- 孫[6]